# Флеминзь
Флеминзь, Флеминзі (рум. Flămânzi) — місто у повіті Ботошані в Румунії.

## Географія
Місто розташоване на відстані 351 км на північ від Бухареста, 26 км на південний схід від Ботошань, 69 км на північний захід від Ясс.

## Адміністративний устрій
Адміністративно місту підпорядковані такі села (дані про населення за 2002 рік):
- Кіцовень (614 осіб)
- Ніколає-Белческу (3995 осіб)
- Пояна (1920 осіб)
- Прісекань (684 особи)

## Населення
За даними перепису населення 2002 року у місті проживали 11 799 осіб.
Національний склад населення міста:
| Національність | Кількість осіб | Відсоток |
| -------------- | -------------- | -------- |
| румуни         | 11605          | 98,4%    |
| цигани         | 191            | 1,6%     |
| угорці         | 2              | < 0,1%   |
| українці       | 1              | < 0,1%   |

Рідною мовою назвали:
| Мова       | Кількість осіб | Відсоток |
| ---------- | -------------- | -------- |
| румунська  | 11756          | 99,6%    |
| циганська  | 41             | 0,3%     |
| угорська   | 1              | < 0,1%   |
| українська | 1              | < 0,1%   |

Склад населення міста за віросповіданням:
| Релігія       | Кількість осіб | Відсоток |
| ------------- | -------------- | -------- |
| православні   | 11753          | 99,6%    |
| п'ятдесятники | 15             | 0,1%     |
| лютерани      | 11             | 0,1%     |
| бретрени      | 8              | 0,1%     |
| римо-католики | 4              | < 0,1%   |
| адвентисти    | 4              | < 0,1%   |
| реформати     | 2              | < 0,1%   |
| старообрядці  | 2              | < 0,1%   |

## Зовнішні посилання
- Дані про місто Флеминзь на сайті Ghidul Primăriilor